# دمیترو چرنیش
دمیترو چرنیش (اوکراینی: Дмитро Валерійович Черниш؛ زادهٔ ۱ آوریل ۱۹۹۸) بازیکن فوتبال اهل اوکراین است.